# تشارلز هايوارد
تشارلز هايوارد (بالإنجليزية: Charles Hayward)‏ هو طبال بريطاني، ولد في 1951.

## وصلات خارجية
- الموقع الرسمي
- تشارلز هايوارد على موقع ميوزك برينز (الإنجليزية)
- تشارلز هايوارد على موقع إن إن دي بي (الإنجليزية)
- تشارلز هايوارد على موقع أول ميوزيك (الإنجليزية)
- تشارلز هايوارد على موقع ديسكوغز (الإنجليزية)